# 紀元前180年
紀元前180年（きげんぜん180ねん）は、ローマ暦の年である。

## 他の紀年法
- 干支 : 辛酉
- 日本
  - 孝元天皇35年
  - 皇紀481年
- 中国
  - 前漢 : 高后8年
- 朝鮮
  - 檀紀2154年
- 仏滅紀元 : 365年
- ユダヤ暦 : 3581年 - 3582年

## できごと

### ギリシア
- マケドニア王国の王座を欲し、ローマ帝国と密通しているという告発を行う等、弟のデメトリウスへの陰謀から3年がたち、ペルセウスは父ピリッポス5世を説得し、デメトリウスを処刑させた。

### ローマ
- ジェノヴァ近郊の戦いでリグリア人を倒し、ローマ帝国はイタリア全土の征服を完了した。4万人のリグリア人は、ローマ帝国の領土から強制退去させられた。
- ルッカがローマ帝国の植民地となった。

### エジプト
- 6歳のプトレマイオス6世は、母のクレオパトラ1世と共同摂政として、セレウコス4世の側につかず、ローマ帝国と良好な関係を築いた。
- アリストパネスの死後、アリスタルコスがアレクサンドリア図書館の長となった。

### バクトリア
- デメトリウス1世のインド北部への侵攻が始まった。
- グレコ・バクトリア王国の将軍アポロドトゥス1世がインド・グリーク朝の南西方の王になったが、デメトリウス1世への忠誠は誓い続けた。

### インド
- プシャミトラがマウリヤ朝のブリハドラタ王を暗殺し、自ら王位に付いてシュンガ朝を創始した。

### 中国
- 呂雉が死去、劉章ら劉氏や陳平らが呂雉一族を一掃、少帝弘を廃位し文帝が前漢の皇帝になった。

## 誕生
- アテーナイのアポロドーロス：ギリシアの学者（紀元前120年没）
- Viriathus：ルシタニア人の族長、将軍（紀元前139年没）

## 死去
- ルキウス・ウァレリウス・フラックス：執政官、ケンソル
- アリストパネス：ギリシャの学者
- 呂雉：前漢の事実上の皇帝で、劉邦の皇后
- 少帝弘：前漢の第4代皇帝